# Taheva
Taheva è un comune rurale dell'Estonia meridionale, nella contea di Valgamaa. Il centro amministrativo è la località (in estone küla) di Laanemetsa, situata presso il confine con la Lettonia.

## Località
Oltre al capoluogo, il comune comprende altre 12 località.
Hargla - Kalliküla - Koikküla - Koiva - Korkuna - Lepa - Lutsu - Ringiste - Sooblase - Taheva - Tõrvase - Tsirgumäe